# せんせ ほんまにほんま
「せんせ ほんまにほんま」は、日本の楽曲。作詞：古市カオル、作曲：古市哲太郎、編曲：高橋城、歌：大阪すみよし少年少女合唱団。

## 概要
- 1982年8月 - 9月、NHKの『みんなのうた』で紹介。
- ある小学校を舞台に、クラス担任の「みちこ先生」の結婚退職を児童たちが必死に止めようとするという内容で、歌詞は全編大阪弁で綴られている。アニメーションは堀口忠彦。映像では、みちこ先生は一貫して影で映されており、最後のシーンはみちこ先生の視点から見た児童たちの姿である。
- 4番まである歌詞のうち、放送では2番は省略され、コーダも一部省略された。
- 「みんなのうた・スペシャル 1980’sセレクション」（2011年4月放送）でも放送された。